# Heteronaias
Genre
Heteronaias est un genre de libellules de la famille des Corduliidae (sous-ordre des Anisoptères, ordre des Odonates). Il ne comprend qu'une seule espèce, Heteronaias heterodoxa.

## Systématique
Le genre Heteronaias a été créé en 1935 par les entomologistes américains James George Needham (1868-1957) et May Katharyn Gyger (d).

## Liste d'espèces
Selon BioLib (24 août 2021) :
- Heteronaias heterodoxa (Selys, 1878)